# Forêt de Bondy
Pour les articles homonymes, voir Bondy (homonymie).
La forêt de Bondy est un massif forestier situé dans le département de la Seine-Saint-Denis à 15 kilomètres environ à l'est de Paris.
Une partie de cet espace constitue la « forêt régionale de Bondy », qui s'étend sur 170 hectares. 

## Description du domaine régional
La forêt régionale de Bondy est située sur un plateau d'une centaine de mètres de hauteur dominant le pays d'Aulnoye.
Un réseau d'étangs, de mares et de fossés forme un milieu humide. Les cinq étangs centraux de la forêt sont ceinturés de roselières et de végétation arbustive.
Avec le parc de la Poudrerie de Sevran, la forêt régionale de Bondy est la plus fréquentée des forêts franciliennes. Située sur les communes de Coubron, Montfermeil et Clichy-sous-Bois,  elle offre de l'espace pour des activités de loisirs, ainsi qu'un lieu de tranquillité et de rencontre avec la nature pour un public disposant de peu d'espaces verts de proximité. Le site accueille environ un million de visiteurs par an, la fréquentation atteignant jusqu'à 2 000 visiteurs par heure et 11 200 par jour.

## Géographie administrative
La forêt régionale de Bondy s'étend sur trois communes de la Seine-Saint-Denis :
- Coubron ;
- Clichy-sous-Bois ;
- Montfermeil.

## Histoire

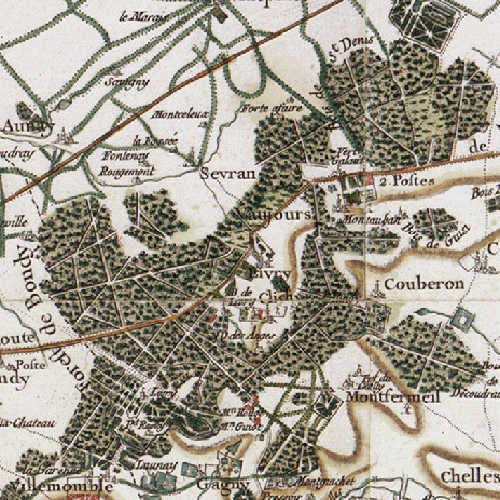

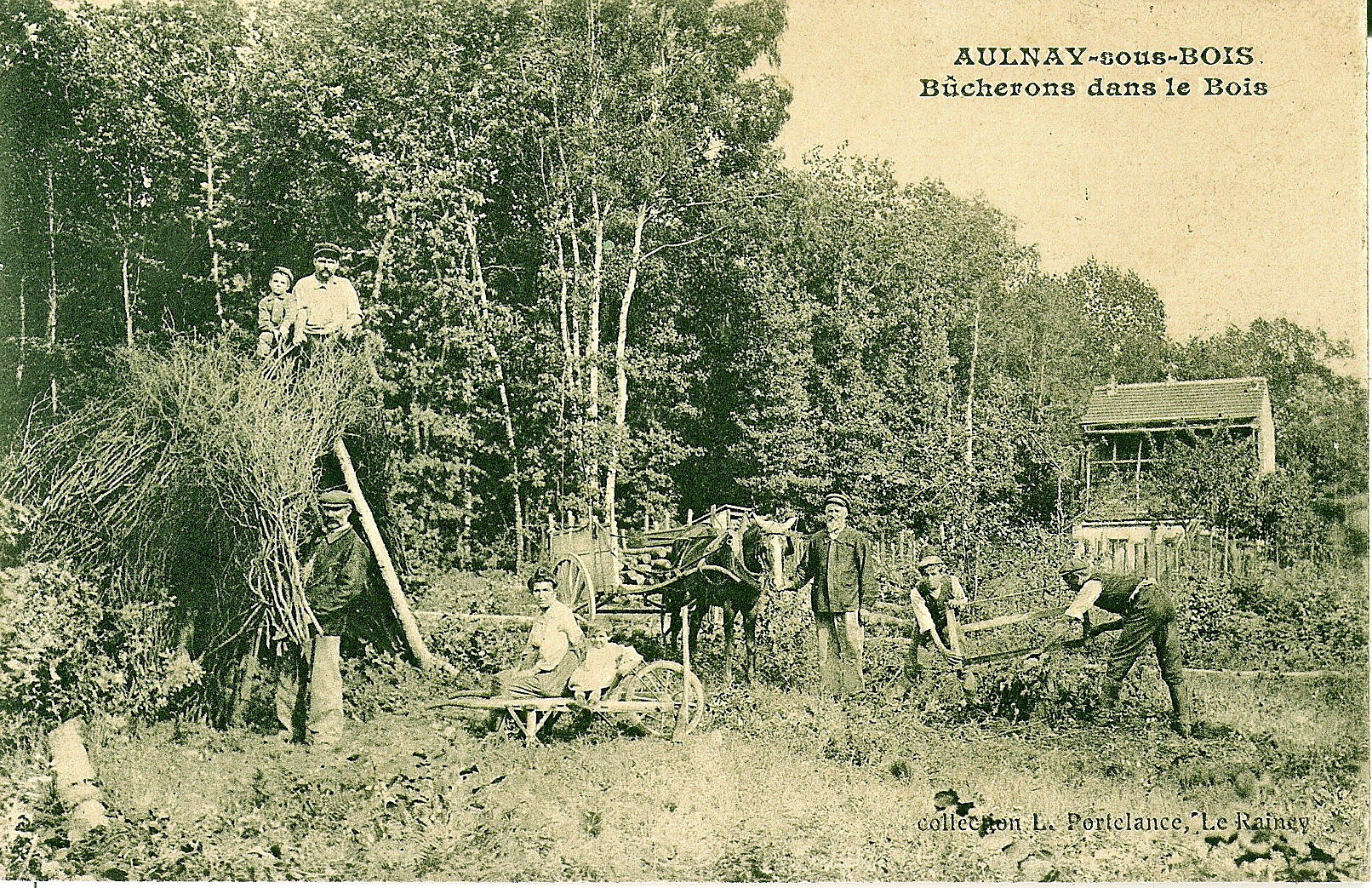
Bucherons à l'œuvre en 1913 en forêt de Bondy.

La forêt régionale de Bondy est un vestige de l'ancienne forêt de Bondy qui s'étendait sur une part importante du pays d'Aulnoye, et avait une très mauvaise réputation, liée notamment à la présence légendaire de nombreux brigands. Childéric II (petit-fils de Dagobert), roi d'Austrasie, y aurait été assassiné en 675. 
Surexploitée et dégradée au Moyen-Âge pour fournir Paris en matière première et en bois de chauffage, la forêt est ensuite morcelée au XVIe siècle par la mise en culture de plusieurs parcelles. Deux siècles plus tard, de nombreux hectares sont engloutis par la Révolution. Elle est décimée au cours du XIXe siècle pour être convertie en habitat pavillonnaire.
Elle était également l’hôte d'un lieu de pèlerinage autrefois réputé, la chapelle Notre-Dame-des-Anges à Clichy-sous-Bois. On raconte en effet que trois marchands, attaqués par des brigands, furent sauvés par un ange au Moyen Âge. L’église et son pèlerinage du mois de septembre ont attiré du milieu du XIXe siècle à la Seconde Guerre mondiale un nombre important de pèlerins et fait la réputation du petit village qu'était alors Clichy.
Au début du XIXe siècle, ce massif forestier, qui s'étendait alors sur les communes actuelles de Bondy, Livry-Gargan, Aulnay-sous-Bois, Coubron, Sevran, Vaujours, Villepinte, Tremblay-en-France, Villemomble, Les Pavillons-sous-Bois, Clichy-sous-Bois, Gagny et Le Raincy, a été exploité pour son bois et surtout pour son gypse dans de grandes carrières afin de le transformer en plâtre, matériau de construction traditionnel de la région parisienne. 
Cette exploitation est facilitée par une nette amélioration des infrastructures de transport, avec la création du canal de l'Ourcq en 1813, puis l'ouverture des lignes de chemin de fer, avec les lignes de Paris à Soissons et de Paris - Strasbourg, qui effleurent ses franges. En particulier, la mise en service de la gare du Raincy - Villemomble - Montfermeil (1856) puis celle de la ligne des Coquetiers, en 1875, qui traverse la forêt, permettent à la fois de faciliter l'exportation des matières premières de la forêt, mais également son ouverture à l'urbanisation.
C'est ainsi  que la Compagnie foncière de Raincy, qui avait acquis le domaine de la famille d'Orléans, déclaré propriété nationale en 1848, décide de le lotir et  met en vente en 1856/1859 1 465 lots, qui deviendront le cœur de la commune du Raincy, créée en 1869.
En 1849, la voirie de Montfaucon fut supprimée et remplacée par la voirie de la forêt de Bondy en raison de sa proximité avec le canal de l'Ourcq.
Les légendes qui entouraient la forêt ont inspiré Victor Hugo qui y situe la ferme des Thénardier à Montfermeil dans Les Misérables. Sa beauté inspira également Madame de Sévigné, qui aimait s’y détendre.
De l'ancienne forêt, il ne reste aujourd'hui que 400 hectares au total, dont notamment la forêt régionale de Bondy (170 hectares), le bois des Couronnes, le bois de Livry-Gargan (dit réserve de Chelles), le bois de Bernouille, le parc de la Poudrerie de Sevran, le bois de la Tussion et le parc de la Fosse-Maussoin.
On retrouve également la trace de l'ancienne forêt de Bondy sous la forme de bosquets isolés de vieux chênes ou charmes dans des propriétés privées jusqu'au nord de Livry-Gargan et au Raincy.
Progressivement acquise par la région Île-de-France depuis 1968, la forêt régionale de Bondy est devenue un maillon important de la ceinture verte de Paris. En 1999, l'Agence des espaces verts de la région d'Île-de-France se voit confier la gestion du site à la suite de l’Office national des forêts (ONF).
En août 2022, les 202 hectares de la forêt de Bondy obtiennent le statut de forêt de protection,.

## Faune et flore
La forêt régionale de Bondy est composée de chênes, de châtaigniers, de charmes ainsi que de hêtres, d'érables, d'aulnes, de saules et quelques conifères comme des pins maritimes. Les étangs, mares et ruisseaux offrent de bons biotopes à des espèces remarquables des milieux aquatiques.
La diversité spécifique de la forêt de Bondy est assez surprenante et remarquable, compte tenu de son environnement proche extrêmement urbanisé, de sa surface modeste en comparaison d'autres massifs forestiers d'Île-de-France et enfin de l'intensité de sa fréquentation, source potentielle de dérangement pour l'avifaune. Finalement, la forêt de Bondy accueille environ un quart de l'avifaune nicheuse francilienne, ce qui confère un intérêt avifaunistique régional à ce site.
La forêt régionale de Bondy, compte d'autres espaces provenant de l'ancienne forêt de Bondy, fait partie des sites Natura 2000 de Seine-Saint-Denis.

## Dans la culture
En raison de son histoire, la forêt a donné son nom à une expression signifiant un lieu mal fréquenté, voire un coupe-gorge.
Dans le roman Justine ou les Malheurs de la vertu du marquis de Sade (1797), l'héroïne éponyme est violée pour la première fois dans la forêt de Bondy.
Le chanteur français Georges Brassens évoque la forêt de Bondy dans sa chanson Le fidèle absolu.